# Sulejman Ugljanin
Sulejman Ugljanin (en serbe cyrillique : Сулејман Угљанин ; né le 20 novembre 1953 à Kosovska Mitrovica) est un homme politique serbe. Il est président du Parti d'action démocratique du Sandžak (SDAS) et ancien maire de la ville de Novi Pazar. Le 27 juillet 2012, il est élu ministre sans portefeuille dans le gouvernement d'Ivica Dačić ; le 2 septembre 2013, il est reconduit dans ses fonctions et chargé du développement durable des zones les moins développées.

## Parcours
Sulejman Ugljanin naît le 20 novembre 1953 à Kosovska Mitrovica, au Kosovo ; il est le cinquième d'une lignée de sept enfants. Il effectue ses études élémentaires dans sa ville natale et effectue ses études secondaires à l'école dentaire de Pristina. Il suit ensuite les cours de la Faculté de stomatologie de l'université de Sarajevo, où il devient prothésiste dentaire. Pendant 12 ans, il travaille comme stomatologue au Centre médical de Novi Pazar,.
Sur le plan politique, Sulejman Ugljanin se fait le défenseur de la minorité bosniaque de la région du Sandžak et, le 29 juillet 1990, il devient président du Parti d'action démocratique du Sandžak (en serbe : Stranka demokratske akcije Sandžaka ; en abrégé : SDA Sandžaka ou SDAS) ; il devient également président du Conseil national de la minorité bosniaque de Serbie. Aux élections de 1996, il est élu à la Chambre des citoyens de l'Assemblée de la république fédérale de Yougoslavie. Aux premières élections locales qui ont lieu en 2004, il est élu président (maire) de la municipalité de Novi Pazar.
Aux élections législatives du 21 janvier 2007, Sulejman Ugljanin emmène la coalition de la Liste pour le Sandžak qui présente 25 candidats ; l'alliance obtient 33 823 voix, soit 0,84 % des suffrages et 2 représentants à l'Assemblée nationale de la république de Serbie au titre des minorités nationales.
Aux élections législatives du 11 mai 2008, Ugljanin emmène la Liste bosniaque pour un Sandžak européen qui obtient 0,92 % des voix et deux députés. Le 7 juillet 2008, après la réélection de Boris Tadić à la présidence de la République, Sulejman Ugljanin est élu ministre sans portefeuille dans le premier gouvernement de Mirko Cvetković ; le 14 mars 2011, il est reconduit dans cette fonction dans le second gouvernement Cvetković.
Lors des élections législatives du 6 mai 2012, Sulejman Ugljanin présente sa propre liste de 30 candidats, qui recueille 27 708 voix, soit 0,71 % des suffrages, ce qui vaut à son parti deux mandats à l'Assemblée. Le 27 juillet, Sulejman Ugljanin redevient ministre sans portefeuille dans le gouvernement présidé par Ivica Dačić et soutenu par le nouveau président Tomislav Nikolić,.
Après la crise gouvernementale de l'été 2013, le 2 septembre 2013, il est reconduit dans ses fonctions et chargé du développement durable des zones les moins développées.

## Vie privée
Sulejman Ugljanin est marié et père de quatre enfants,.